# Chiesa di Sant'Ippolito (Palermo)

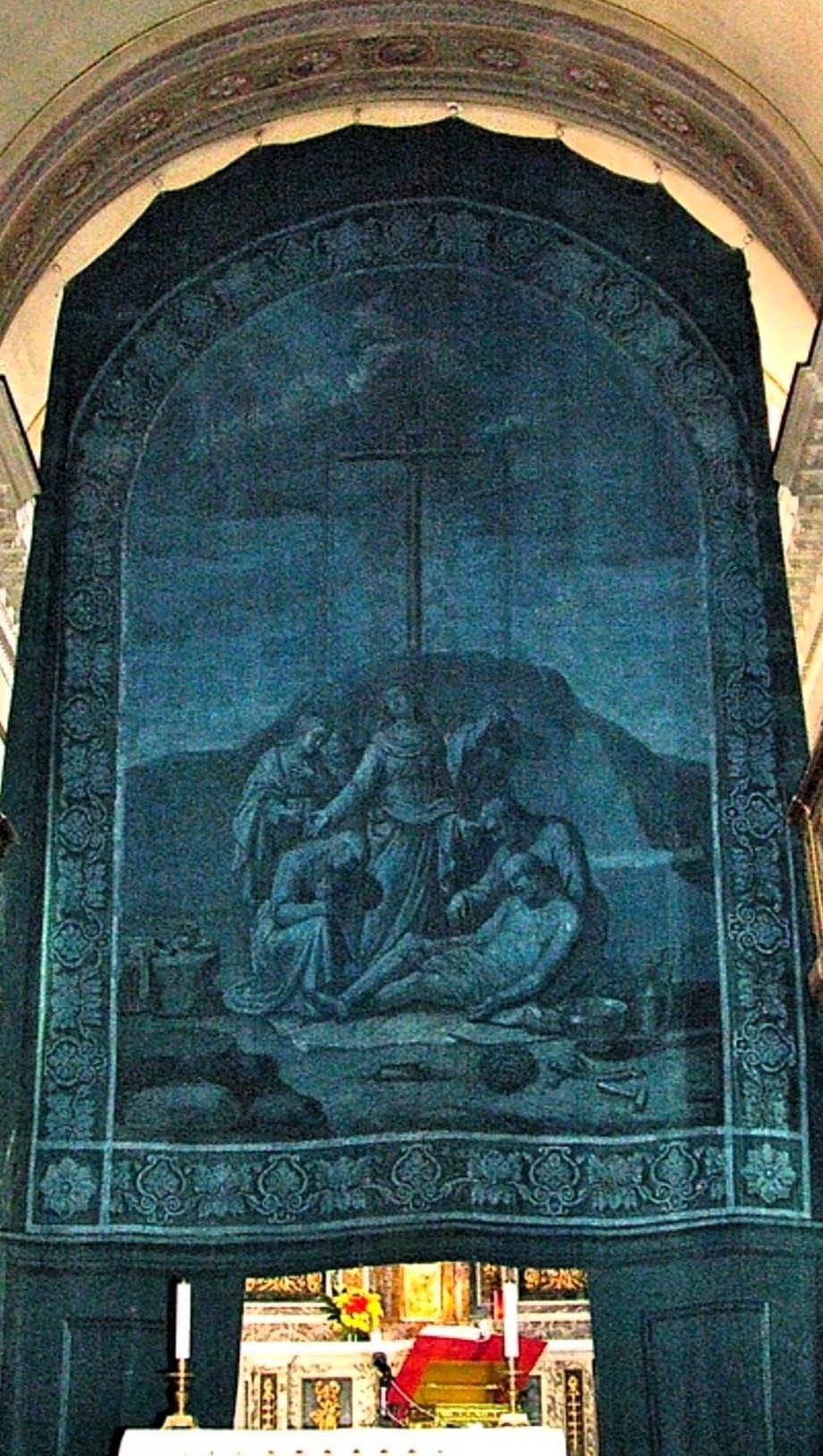
La Tela della Passione nella chiesa di Sant'Ippolito

La chiesa di Sant'Ippolito Martire è una chiesa di Palermo, costruita in stile barocco e ubicata nel quartiere Capo, dirimpetto alla chiesa dell'Immacolata Concezione al Capo a poca distanza da Porta Carini.

## Storia

### Epoca svevo - aragonese
Le prime notizie risalgono al 1308, l'abate Rocco Pirri documenta un privilegio custodito in cattedrale ove è menzionato il rettore del luogo di culto, in riferimento alla concessione di un appezzamento di terra idoneo a coltivazione.
In tempi successivi lo storico Antonino Mongitore scoprì presso l'archivio della Magione un atto notarile facente riferimento al presbitero di Sant'Ippolito. Ulteriori documenti definiscono nel 1307 e 1309 l'area di giurisdizione del tempio nel quartiere Seralcadio, circostanza che determina il rango di chiesa parrocchiale fra le più antiche del centro cittadino.

### Epoca spagnola
Il cappellone fu edificato nel 1583. A partire dal 1717 l'edificio fu trasformato su progetto dell'architetto trapanese Andrea Palma. I lavori conclusi nel 1728, interessarono anche il prospetto principale disposto su due ordini.
Nel 1769 furono affidati interventi di restauro relativo agli interni, a Nicolò Palma, nipote di Andrea.

### Epoca unitaria
Un altro restauro risale al 1844 ad opera di Giovanni Patricolo che decorò le volte, il cappellone e le colonne.
Un ultimo importante intervento fu voluto dal sac. Giuseppe Palazzotto (1839-1919), parroco dal 1881 al 1902, e poi parroco della Cattedrale di Palermo, che nel 1888, probabilmente con la collaborazione dei fratelli architetti, Giovan Battista e Francesco Paolo Palazzotto, fece rifare la pavimentazione in seguito all’abbassamento del livello di calpestio, condusse alcuni lavori sulle volte e fece realizzare gli altari marmorei fini ad allora in legno, come si legge in una lapide apposta in chiesa.

### Epoca contemporanea
La chiesa di Sant'Ippolito è una della poche chiese di Palermo che mantiene la tradizione dell'"Â calata 'a tila" (caduta della Tela della Passione), rito che prevede l'improvviso disvelamento del presbiterio durante la Veglia della Notte di Pasqua al pronunciamento del Gloria.

## Facciata
Prospetto in pietra d'intaglio rivolto ad occidente con tre portali, quello di mezzo è decorato con una statua marmorea raffigurante l'Immacolata Concezione. Gli ingressi sono raccordati alla sede stradale da un breve gradinata. Delimitano il portale sue bassorilievi in stucco raffiguranti rispettivamente San Pietro, San Paolo, al centro Sant'Ippolito.

## Interno

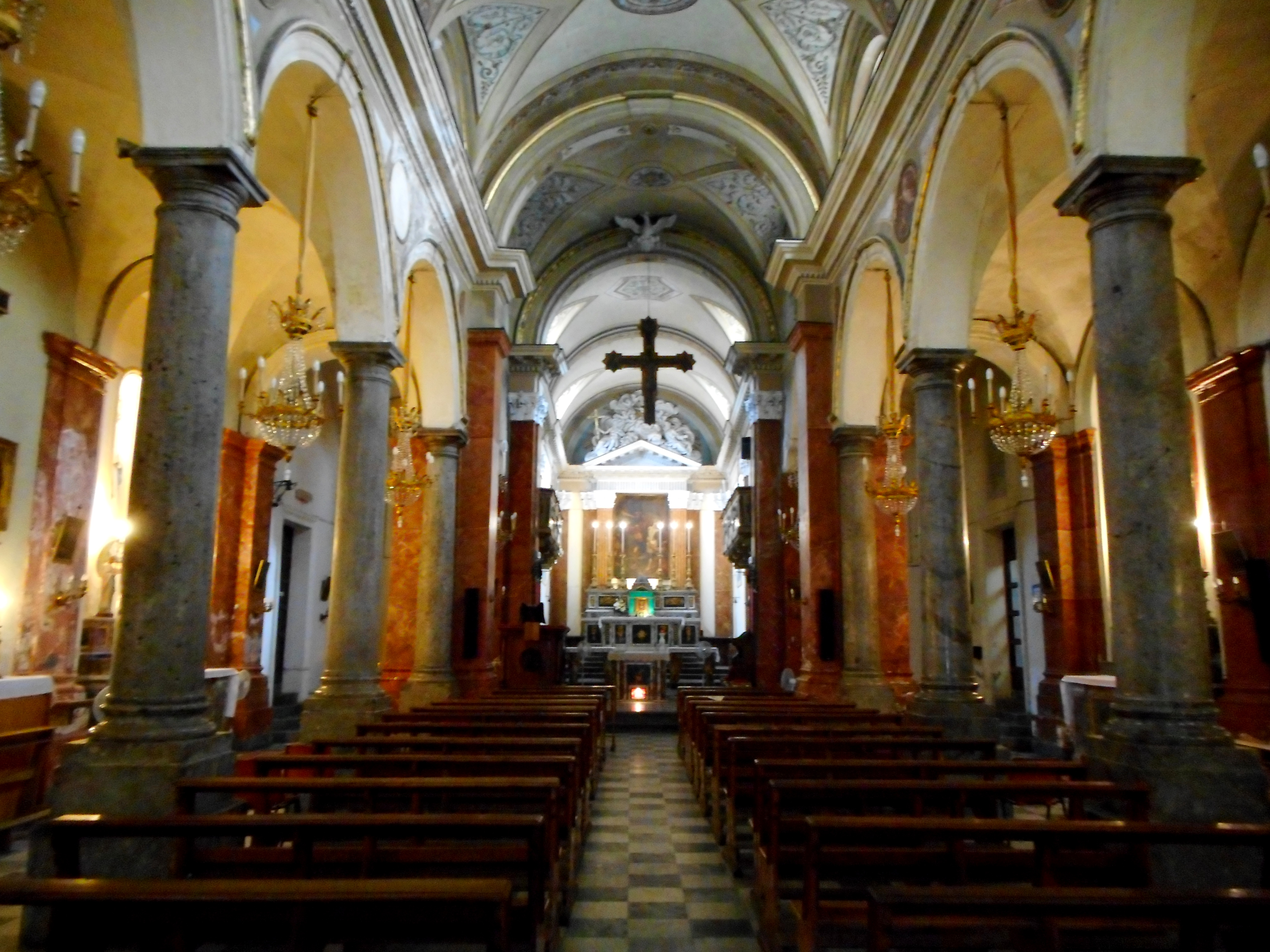
Sant'Ippolito - Interno

Impianto a croce latina ripartito in tre navate, otto archi poggianti su dieci colonne (primitivi pilastri), sette altari di cui quello maggiore innalzato nel cappellone, tre cappelle per ogni navata laterale, apparato decorativo in stucco. Al centro della volta un affresco con Gesù che appare nel lago di Tiberiade sostituito negli anni '50 del XX secolo da una tela con l'Apparizione a Tommaso di scarso valore artistico.